# Spostamento chimico
Lo spostamento chimico o chemical shift è il fenomeno per il quale un atomo risente energeticamente delle interazioni del suo intorno chimico. Il fenomeno è particolarmente importante nella spettroscopia di risonanza magnetica nucleare, nelle spettroscopie ESCA e nella spettroscopia Mössbauer.
In risonanza magnetica nucleare lo spostamento chimico è un fenomeno che modifica la frequenza di risonanza teorica, prevista dall'equazione di Larmor, a causa del lievemente diverso campo magnetico sperimentato dai protoni dell'idrogeno che vedono schermare il campo magnetico da essi sperimentato da parte della nube elettronica della molecola cui appartengono. E' responsabile dell'omonimo artefatto, legato alla vicinanza di tessuti con caratteristiche diverse (ad esempio acqua e grasso) di cui si identificano due tipi: 

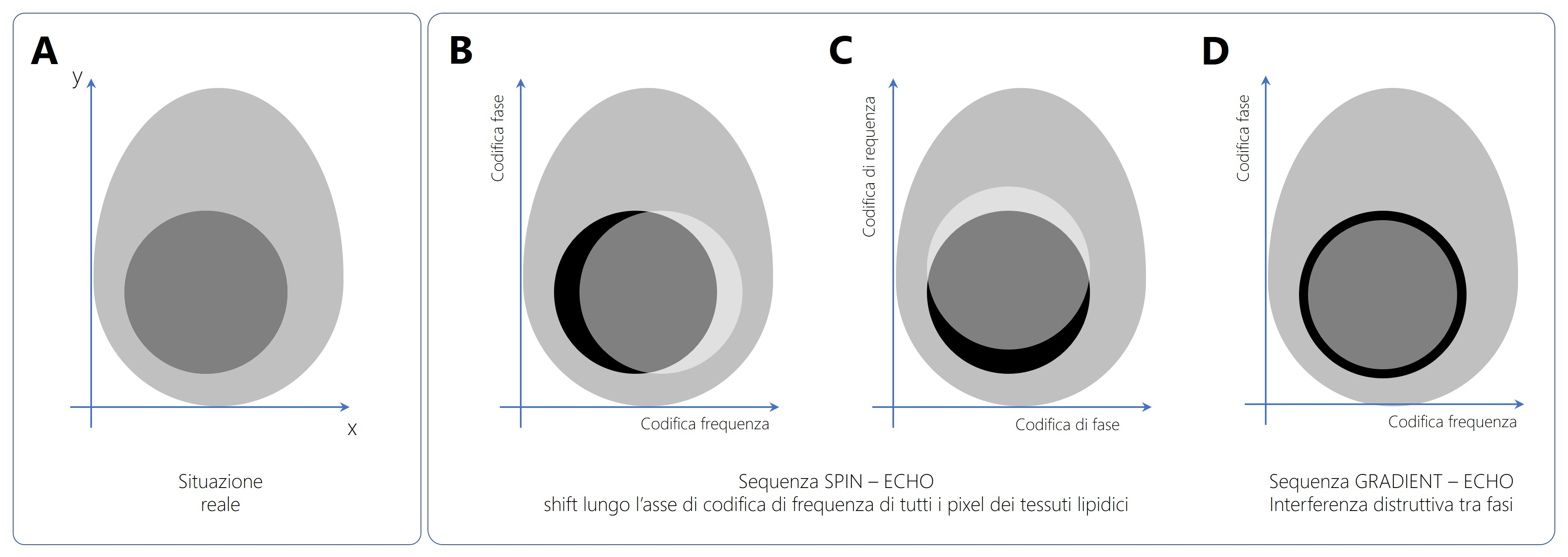
In a) è rappresentata la situazione reale dei segnali ottenibili da un uovo, in cui il tuorlo rappresenta la parte lipidica e l'albume quella composta in prevalenza da acqua. In b) e c) è rappresentato l'artefatto da chemical shift di 1° tipo, con l'asse di codifica di frequenza orientato rispettivamente in orizzontale ed in verticale. In d) è visibile l'artefatto da chemical shift del 2° tipo, in cui si osserva un orletto nero intorno alle strutture lipidiche immerse in acqua o strutture acquose immerse nei lipidi.

Artefatto da chemical shift di I tipo: errore nell'assegnazione della provenienza spaziale del segnale, dovuto alla differente frequenza di Larmor (frequenza di risonanza) dei protoni di tessuti ad alto contenuto adiposo in contatto con protoni legati all'acqua.  Il segnale del grasso è posto in una zona errata, spostato lungo la direzione di codifica spaziale di frequenza, determinando una iperintensità, laddove il segnale spostato si sovrappone a quello correttamente localizzato, e una ipointensità laddove invece il segnale si sottrae dalla situazione reale a causa dell'errata localizzazione spaziale. Una tipica sede di questo artefatto è il nervo ottico osservato in sezione coronale T2-pesata, in cui la guaina mielinica, lipidica, determina la comparsa di questo orletto iperintenso e ipointenso perché rappresentata spostata di un certo numero di pixel nell'immagine finale.  
Artefatto da chemical shift di II tipo: artefatto proprio delle sequenze GRE, nelle quali manca l'impulso RF a 180° di rifasamento. La mancanza dell'impulso che rimetta in fase i nuclei che eseguono il loro moto di precessione a frequenza lievemente diversa, fa sì che ad intervalli regolari le loro fasi coincidano o siano opposte. Quando essi siano in fase, i segnali sono reali. Quando essi si trovino in esatta opposizione di fase, i segnali sono teoricamente identici, eccetto che nelle regioni corrispondenti all'interfaccia tra acqua e lipidi: in tali zone, i voxel che contengono un ugual numero di nuclei di acqua e lipidi, daranno segnale nullo, perché contenenti nuclei in opposizione di fase che annullano vicendevolmente il loro segnale. Compare di conseguenza un orletto nero intorno a tali strutture del tutto artefattuale perché privo di corrispondenza con l'anatomia indagata. 

## Spettroscopia NMR
Grande importanza riveste il fenomeno nella spettroscopia NMR. A causa dello spostamento chimico infatti è rarissimo che i nuclei attivi mostrino assorbimento quando dovrebbero.
Nella realtà i nuclei attivi sono immersi in un intorno chimico: altri atomi, altre molecole, li circondano, con le relative nubi elettroniche, ed anch'esso stesso è circondato dalla sua "nube" di particelle cariche in moto.
Il campo magnetico applicato induce, sull'intorno elettronico di ogni nucleo, un campo magnetico locale opposto (fenomeno di induzione). La nube elettronica provoca cioè una modulazione locale del campo applicato, detta schermatura. Il campo effettivo residuo viene indicato {\displaystyle B_{locale}=B_{0}(1-\sigma )}. 
Dove {\displaystyle \sigma } è lo schermo elettronico (attenzione: {\displaystyle \sigma } non è ancora lo spostamento chimico!).
Rivisitando la formula della frequenza di Larmor:
{\displaystyle \nu =\gamma B_{0}(1-\sigma )/2\pi }
Cioè, a seconda dell'intorno chimico di un certo nucleo, la frequenza di risonanza può risultare più bassa di un fattore {\displaystyle 1-\sigma }, poiché solitamente il campo magnetico indotto è opposto a quello applicato. Osservando la posizione relativa dei picchi di assorbimento, è possibile fare considerazioni sullo schermo elettronico associato ai vari nuclei che li hanno generati.
Lo spostamento chimico si ricava mettendo in relazione gli schermaggi dei vari nuclei con uno standard. Nell'NMR del C-13 e del protone si usa il tetrametilsilano (in gergo, TMS).

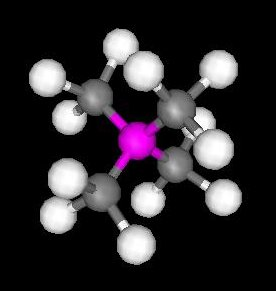
Modello molecolare del tetrametilsilano

L'atomo di silicio è il meno elettronegativo dei tre elementi che costituiscono il TMS  (Si=1,91; H=2.1; C=2.55), ciò giustifica il fatto che carbonio e idrogeno siano altamente schermati: si dice che il silicio è elettron-donatore. Inoltre, grazie all'alta simmetria della molecola, tutti gli atomi di carbonio e tutti gli atomi di idrogeno sono schermati nella stessa misura.
Sia  {\displaystyle \sigma _{i}} lo schermo elettronico associato ad una certa famiglia di protoni: la frequenza di Larmor risulterà
{\displaystyle \nu _{i}=\gamma B_{0}(1-\sigma _{i})/2\pi }
Analogamente, se {\displaystyle \sigma }TMS è quello associato ai protoni del tetrametilsilano,
{\displaystyle \nu _{TMS}=\gamma B_{0}(1-\sigma _{TMS})/2\pi }
La distanza tra i due picchi di assorbimento allora è:
{\displaystyle \Delta \nu =\nu _{i}-\nu _{TMS}}
Da cui lo spostamento chimico, che si ottiene dividendo questa differenza per la frequenza di risonanza del TMS:
{\displaystyle \delta =\Delta \nu /\nu _{TMS}}
La formula risponde ad una domanda, ad esempio, di questo tipo: "di quanto differisce la frequenza di precessione dei protoni sull'anello benzenico, rispetto ai protoni sul TMS?". La risposta potrebbe essere "di 0,000000727 parti su una", oppure "dello 0,0000727%" o, molto più comodamente, "di 7,27 ppm" cioè parti per milione (7,27 milionesimi della frequenza del TMS).
Questa notazione è assai pratica. Prima di tutto, perché evita di dover scriver numeri con troppe cifre (le frequenza di risonanza possono, e devono, essere determinate con grande precisione, visto che le sfumature da cogliere per distinguere le varie modulazioni locali sono finissime). Poi, perché stabilisce uno standard valido in tutto il mondo: l'unica informazione utile per confrontare i dati ottenuti da due macchine è lo spostamento chimico rispetto al TMS.

## Spettroscopia Mössbauer
Nella spettroscopia Mössbauer, lo spostamento chimico o spostamento isomerico è osservato negli spettri come uno spostamento (sia verso sinistra che verso destra) di tutti i picchi corrispondenti a un particolare ambiente atomico. Riflette il legame chimico degli atomi ed è correlato alla densità elettronica al nucleo.

## Spettroscopia ESCA
Nelle spettroscopie fotoelettroniche può esserci uno spostamento di riga cioè uno spostamento di un picco nello spettro dovuto allo stato di ossidazione e al legame dell'elemento che dà quel segnale.

## Emissione Auger
Un cambio di stato di ossidazione di un elemento porta a una variazione dell'energia di legame, chiamato spostamento chimico, nelle transizioni Auger.

## Teorema di Koopmans
Nel teorema di Koopmans si indica con spostamento chimico (chemical shift) la variazione di energia di un orbitale dallo stato iniziale causata, ad esempio, dalla formazione di nuovi legami chimici.